# سعيد البيشاوي
سعيد البيشاوي (1954-) مؤرخ وأكاديمي ومترجم فلسطيني، من مواليد مدينة نابلس، إلتحق بجامعة الإسكندرية في مصر وحصل على درجة البكالوريس في التاريخ عام 1978، وعلى درجة الماجستير بعنوان نابلس ودورها في الصراع الصليبي الإسلامي عام 1984، وعلى درجة الدكتوراه بعنوان الإقطاعات الكنسية في مملكة بيت المقدس الصليبية عام 1988.

## حياته العملية
شغل سعيد البشاوي منصب مساعد عميد في الكلية الوطنية خلال الفترة (1988-1990)، ومدرس في كلية تأهيل المعلمين العالية خلال (1989-1992)، ومدرس في جامعة عمر المختار لمدة عام، ثم انتقل للعمل في كلية العلوم التربوية خلال الأعوام (1994-2007)، ويشغل حالياً ومنذ العام 2007 منصب عضو هيئة تدربيس في جامعة القدس المفتوحة. 

## أبحاثه وترجماته ومؤلفاته
ساهم البشاوي في نشر العديد من الأبحاث والدراسات ومنها:
- نرجمة رحلة بورشاد من دير جبل صهيون، وصف الأرض المقدسة، صادر عن دار الشروق عمان، 1995.
- تاريخ القدس ليعقزب الفيتري، ترجمة وتعليق، صادر عن دار الشروق، 1998.
- ترجمة الجزء الاول من تاريخ الحروب الصليبية ، صادر عن بيت المقدس، رام الله، 2004.

- أشجار الكرمة والصناعات والحرف القائمة عليها في العصر الفرنجي، صادرة عن جامعة القدس المفتوحة للأبحاث والدراسات، 2017.[5]
- دراسة مقارنة بين الاستيطان الصليبي والصهيوني، صادرة عن مركز الناطور للدراسات والأبحاث، 2022.[6]
- معجم المؤرخين الفلسطينيين في القرن العشرين، صادر عن دار الشيماء للنشر والتوزيع، 2010.[7]
- تاريخ القدس مع آخرون، منشورات جامعة القدس المفتوحة، 2008